# Lipaugus streptophorus
Lipaugus streptophorus là một loài chim trong họ Cotingidae.